# Le Vivier
Le Vivier (occitansk: Lo Vivièr, catalansk: El Viver) er en by og kommune i departementet Pyrénées-Orientales i Sydfrankrig.

## Geografi
Le Vivier ligger i Fenouillèdes 51 km vest for Perpignan. Nærmeste byer er mod nordøst Saint Martin (7 km), mod sydvest Felluns (4 km) og mod syd Prats-de-Sournia (6 km).

## Demografi

### Udvikling i folketal
| 1962                                                              | 1968 | 1975 | 1982 | 1990 | 1999 | 2007 | 2014 | 2017 |
| ----------------------------------------------------------------- | ---- | ---- | ---- | ---- | ---- | ---- | ---- | ---- |
| 188                                                               | 159  | 112  | 112  | 115  | 84   | 84   | 79   | 75   |
| Tal fra og med 1962 er uden dobbelttælling (sans doubles comptes) |      |      |      |      |      |      |      |      |